# パレスチナ (イリノイ州)
パレスチナ（英: Palestine）は、アメリカ合衆国イリノイ州クロウフォード郡の村落。人口は2020年の国勢調査時点で1233人。

## 地理
2010年の国勢調査によると、パレスチナの領土は2.05 km2であった。

## 歴史
フランスの探検家、ジャン・ラモットが初めて1678年にこの地域に目を付けたと言われる。ラモットは、この地域へ来た際に西アジアの歴史的地域であるパレスチナを思い出したことから、地域はパレスチナと名付けられた。
パレスチナが成立したのは1811年であり、当時はバージニア州に属しており、その後イリノイ州に合併、イリノイ州の中でも特に古くから存在する自治体の1つとなる。1818年にはクロウフォード郡の郡庁所在地に認定された。1843年に、ロビンソンに郡庁所在地は選ばれ移動した。1855年にイリノイ州の町として正式に編入された。

## 人口統計
2020年アメリカ合衆国国勢調査時点で人口は1233人、578世帯、347家族がパレスチナに住んでいることが分かった。人口密度は1,562.74人毎平方マイル (603.38/km2)。平均密度828.90毎平方マイル (320.04/km2)に654軒家が建っている。村の人種構成は白人94.97%、アジア人1.22%、その他の人種0.41%、2つ以上の種族の混血（ハーフ）が3.41%、ヒスパニック系もしくはラテン系は0.81%であった。
578世帯の内、25.4%は18歳未満の人が住んでおり、38.75%は夫婦での同居、18.86％はシングルマザー、39.97%は家族で住んでいなかった。個人世帯は全体の36.68%、65歳以上の一人暮らしは15.05%だった。平均世帯人数は2.49人、平均家族人数は2.08人であった。
村の年齢分布は、18歳未満が23.4％、18歳から24歳が5.6％、25歳から44歳が17.7％、45歳から64歳が27％、65歳以上が26.3％となっている。年齢平均は47.5歳だった。女性100人に対して男性は72.4人。18歳以上の女性100人に対して男性は65.3人。
村の世帯所得の平均は41700ドル、家族の所得平均は49732ドルだった。男性の所得平均は41458ドル、女性は30833ドルであった。村の1人当たりの所得は平均24531ドルであった。世帯の約8.4％、人口の12.6％が貧困ライン以下であり、18歳未満の9.4％、65歳以上の6.3％も含まれている。

## 著名な出身者
- フレッド・デュボワ（英語版） - アイダホ州から米上院を2期務めた政治家。
- ハーシェル・S・グリーン（英語版） - イリノイ州の政治家・弁護士
- マッジ・ミラー・グリーン（英語版） - イリノイ州の政治家・教育者
- ウィクリフ・キッチェル（英語版） - イリノイ州の政治家・弁護士